# Bergmanova cyklizace

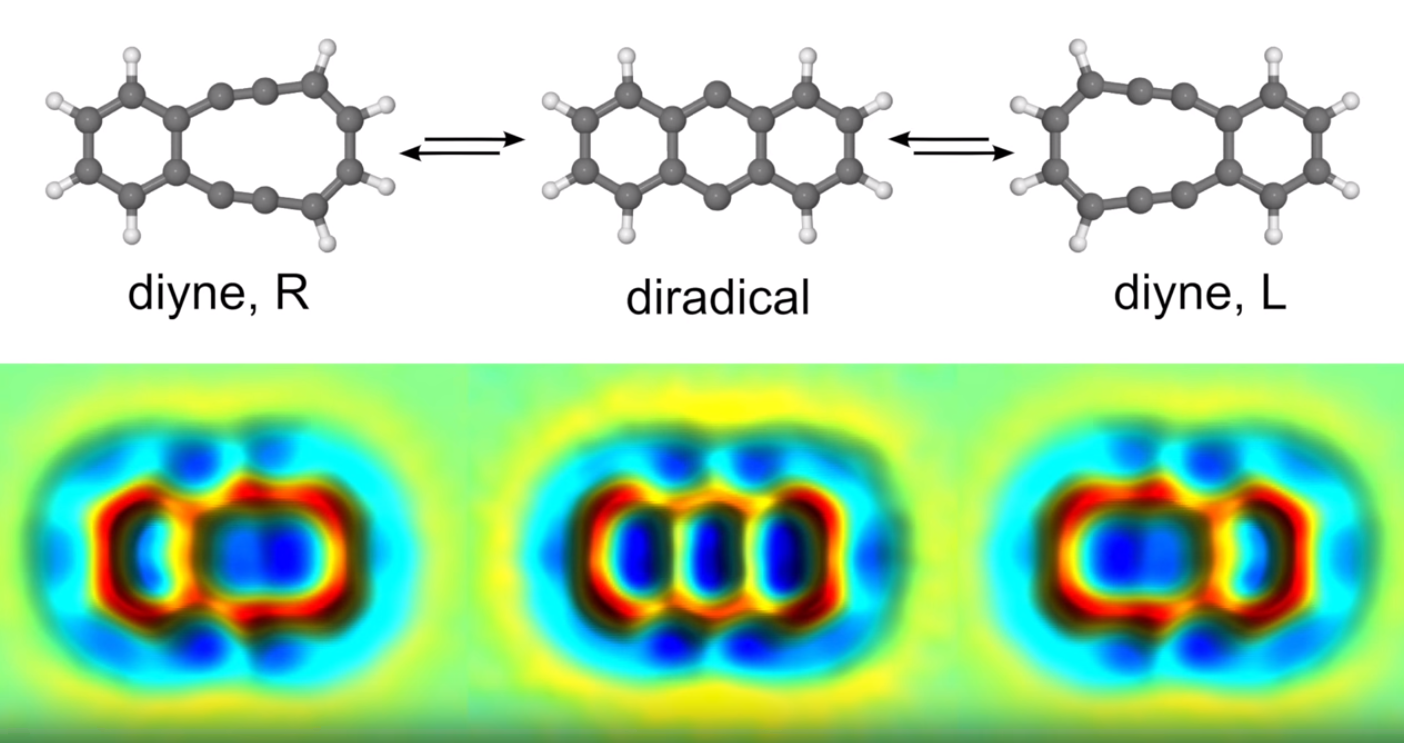
Vratná Bergmanova cyklizace diynu spouštěná špičkou mikroskopu atomárních sil: model (nahoře) a obrázek v nepravých barvách (dole)

Bergmanova cyklizace, též označovaná jako Masamuneova-Bergmanova cyklizace, Masamuneova-Bergmanova reakce nebo Masamuneova-Bergmanova cykloaromatizace je přesmyková reakce, ke které dochází při zahřívání endiynů za přítomnosti vhodných donorů vodíku a tvorbě derivátu benzenu.
Objevili ji japonsko-americký chemik Satoru Masamune a americký chemik Robert G. Bergman.
Jedná se o nejdůkladněji prozkoumanou cykloaromatizační reakci.
Reakce začíná pyrolýzou (za teploty nad 200 °C) za vzniku velmi reaktivního para-benzynového biradikálu. Radikál reaguje s donorem vodíku, například cyklohexa-1,4-dienem, čímž vznikne derivát benzenu. Při použití tetrachlormethanu se vytvoří 1,4-dichlorbenzen a s methanolem vzniká benzylalkohol.
Pokud je enynová skupina součástí 10členného uhlovodíkového kruhu, jako je cyklodeka-3-en-1,5-diyn, a reaktant tak má vysoké kruhové napětí, tak může reakce proběhnout i při 37 °C.
Takové 10členné kruhy obsahují i některé přírodní sloučeniny, například kalicheamicin; bylo přitom zjištěno, že jsou uvedené látky cytotoxické. Tyto látky vytvářejí výše popsané radikály, které způsobují jedno- i dvoustranná přerušení DNA. Probíhají pokusy využít tyto vlastnosti v lékařství, konkrétně u monoklonálních protilátek, jako je mylotarg.
Biradikálově pravděpodobně vznikají také některé biomolekuly nalezené u mořských organismů, například sporolidy, obsahující chlorbenzenové skupiny; zdroji halogenů jsou zde halogenidové soli. Jako příklad lze uvést reakci endiyenu cyklodeka-1,5-diyn-3-enu, bromidu lithného (jako zdroje halogenu) a kyseliny octové (jež je zdrojem vodíku) v dimethylsulfoxidu při 37 °C:
Reakce je vůči endiynu prvního řádu a krok určující rychlost představuje tvorba p-benzynu A. Následně halogenid dodá dva elektrony za vzniku nové vazby Br-C a elektron radikálu se přesune na přechodnou vazbu C1-C4, čímž utvoří aniontový meziprodukt B. Tento anion, protože je silnou zásadou, odštěpí protony z dimethylsulfoxidu a vytvoří konečný produkt. V průběhu reakce se nikdy nevytvoří dibromidový nebo divodíkový produkt (tetralin).
V roce 2015 vědci z IBM provedli vratnou Masamuneovu-Bergmanovu cyklizaci diynu spuštěnou špičkou mikroskopu atomárních sil a pořídili obrázky jednotlivých molekul diynu účastnících se reakce.